# 시력 교정 수술
시력 교정 수술, 굴절 수술은 안경이나 콘택트 렌즈의 의존성을 줄이거나 제거하고, 눈의 굴절 상태를 개선하는데 사용되는 눈 수술을 두루 가리킨다. 각막이나 백내장 수술 등 다양한 방식의 수술을 포함한다. 오늘날 가장 흔히 쓰이는 방식으로는 엑시머 레이저를 사용하여 각막의 곡률을 고치는 것이다. 수술이 성공적으로 끝나면 원시, 근시, 난시, 원추각막과 같은 질병을 치료할 수 있다.

## 기술

### 절편 수술
- ALK(Automated lamellar keratoplasty)
- 라식
- 릴렉스(ReLEx, Refractive Lenticule Extraction):
  - 릴렉스 플렉스(ReLEx "FLEx", Femtosecond Lenticule Extraction)
  - 릴렉스 스마일(ReLEx "SMILE", Small Incision Lenticule Extraction)

### 표면 수술
- 라섹(LASEK, Photorefractive keratectomy)
- TransPRK
- 에피라식
- C-TEN(Customized Transepithelial No-touch)

### 각막 절개 수술
- 방사상 각막 절개술(Radial keratotomy, RK)
- MARK (Mini asymmetric radial keratotomy)
- Arcuate keratotomy (AK)
- 각막윤부 완화 절개술(Limbal relaxing incisions, LRI)

### 기타 수술
- Radial Keratocoagulation (Radial Thermokeratoplasty)
- 레이저 열 각막 성형술(Laser thermal keratoplasty, LTK)
- 각막간질 내 고리 삽입술(Intrastromal corneal ring segments, Intacs)
- Phakic intraocular lens (PIOL)

## 같이 보기
- 눈 수술 - 시력 교정술을 포함한 더 큰 범위